# 大日本帝国海軍

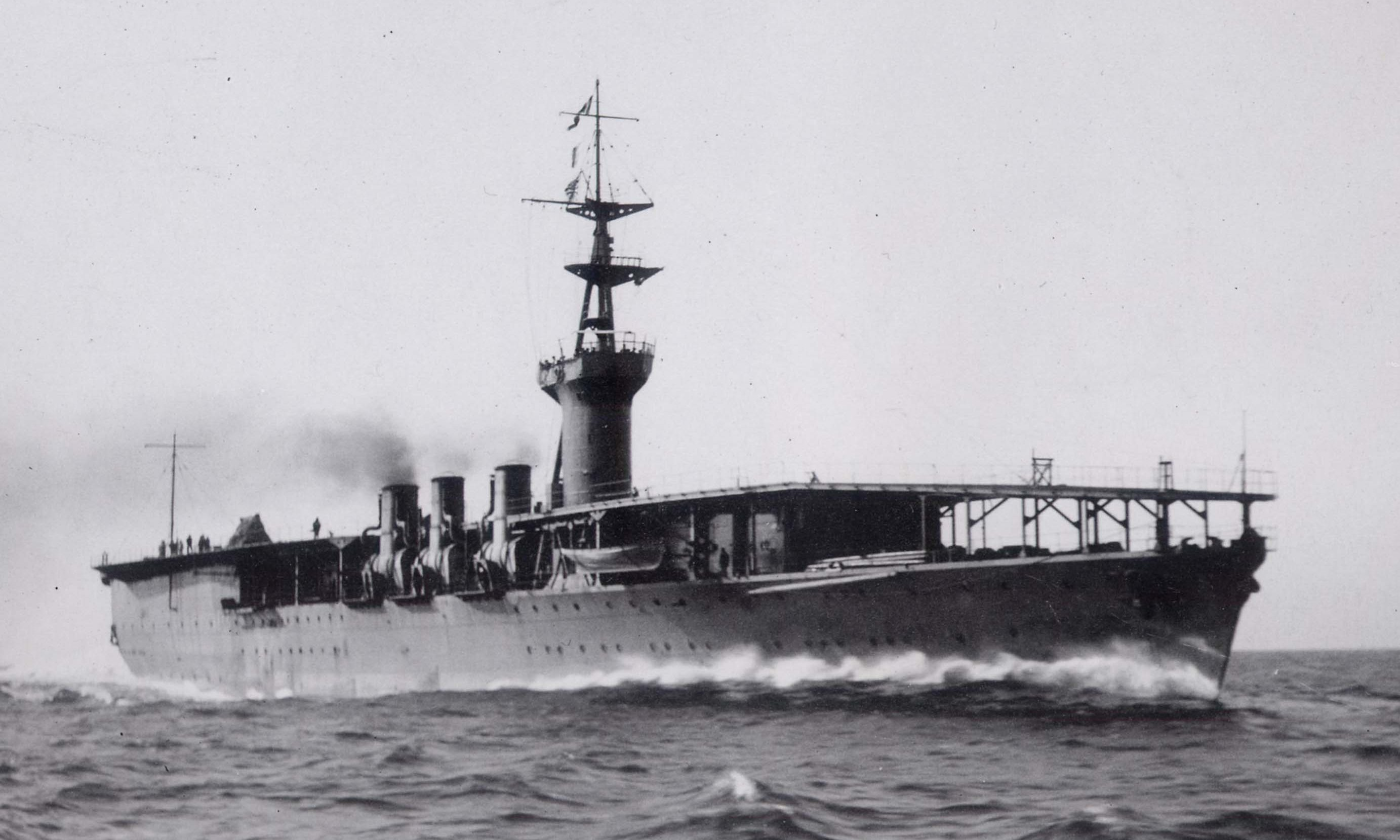
鳳翔、日本海軍航空母艦。千葉県館山沖標柱間にて全力公試中の写真。（1922年11月30日）

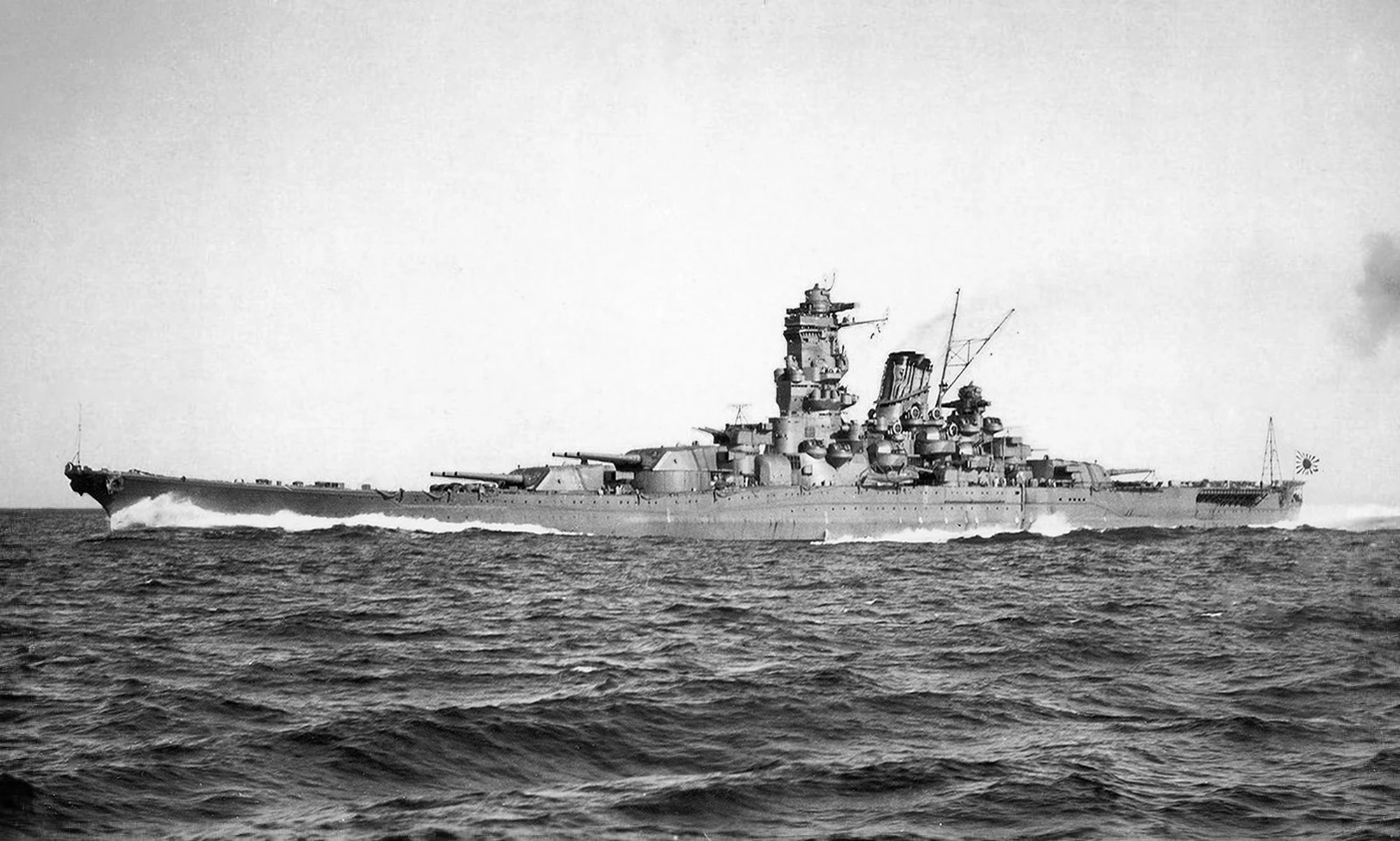
戦艦大和（1941年）

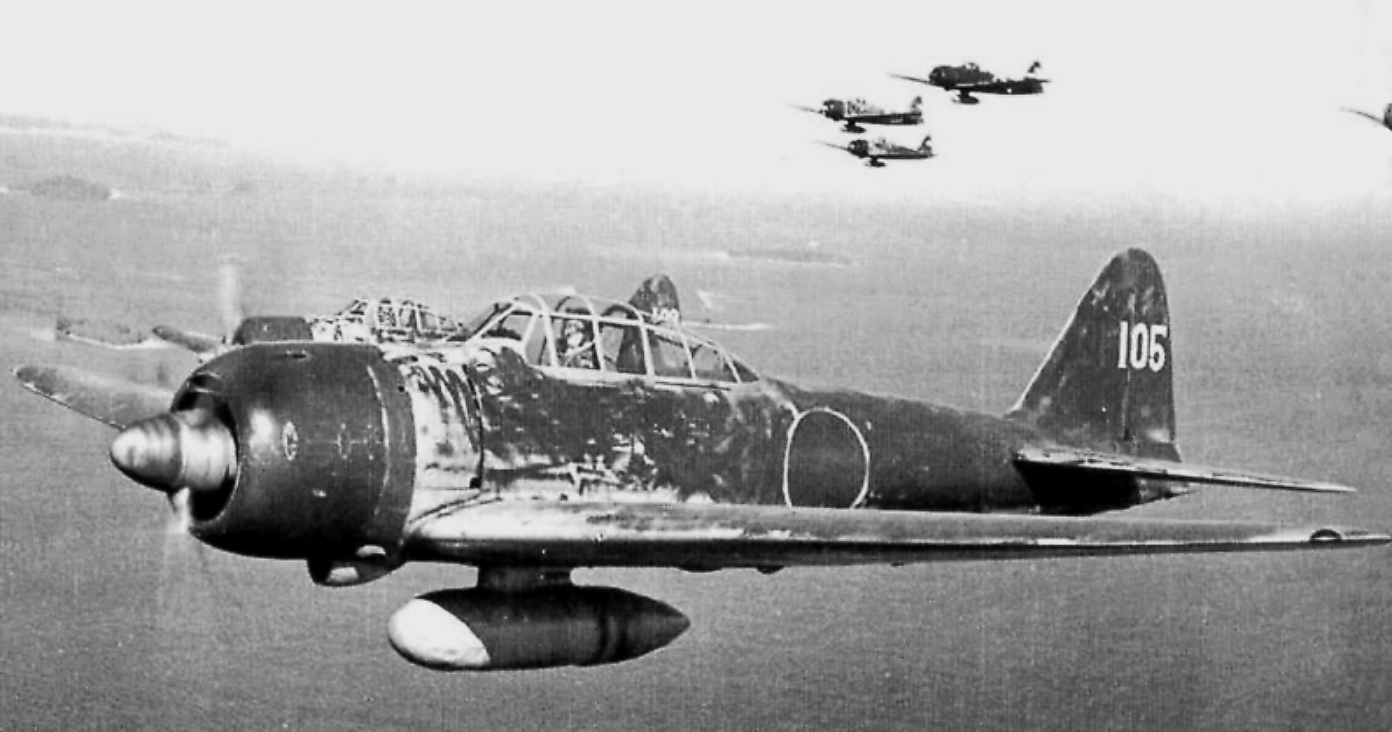
ソロモン諸島上空を飛行する西沢広義の零式艦上戦闘機 (A6M3)（1943年）

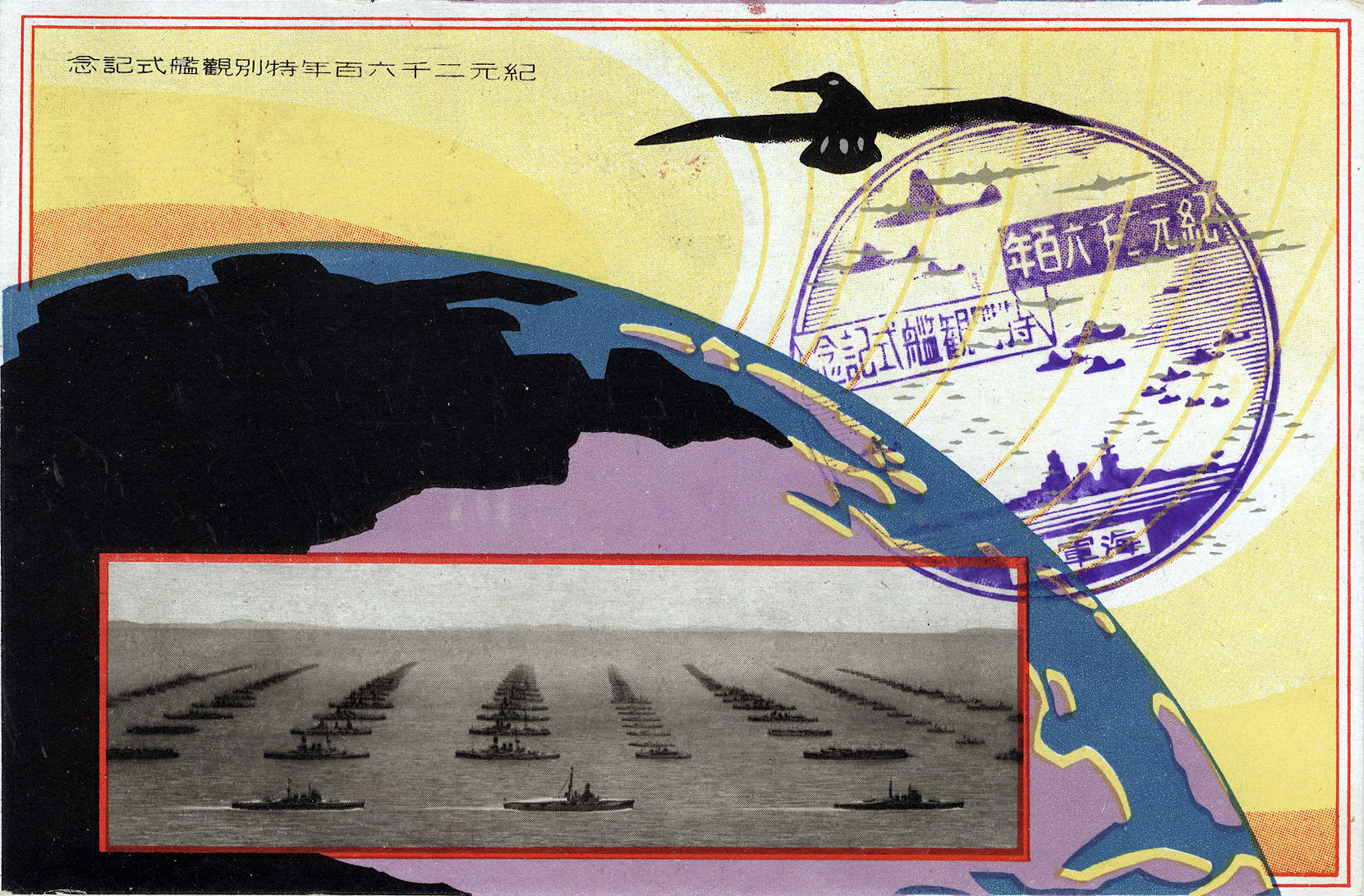
大日本帝国海軍の特別観艦式

大日本帝国海軍（だいにっぽんていこくかいぐん、だいにほんていこくかいぐん、旧字体：大日本帝󠄁󠄁國海󠄀軍、英: Imperial Japanese Navy、IJN）は1871（明治4）年 - 1945（昭和20）年まで日本に存在していた海軍である。通常は、単に海軍や帝国海軍、日本海軍と呼ばれた。
解体後は、海上自衛隊との区別などのため、旧日本海軍もしくは旧帝国海軍または旧海軍とも呼ばれている。第二次世界大戦の後、残存部隊は改組を経て現在、海上自衛隊のほか関連する国家機関等になっている。

## 概要
軍政は海軍大臣、軍令は軍令部総長が行い、最高統帥権を有していたのは大元帥たる天皇であった。大日本帝国憲法では、最高戦略、部隊編成などの軍事大権については、憲法上内閣から独立、直接天皇の統帥権に属した。したがって、全日本軍（陸海軍）の最高指揮官は大元帥たる天皇ただ一人であり、軍政については海軍大臣と陸軍大臣が天皇を輔弼し、一方、作戦面については天皇を補佐する帷幄の各機関の長、すなわち海軍は軍令部総長、陸軍は参謀総長がこれに該当していた。元々は軍政の下に置かれていた軍令が対等となり陸軍と海軍も対等とされたため、戦略がなおざりにされ「統帥二元」という問題が生じることとなる。一方がもう一方に従う必要がないため、効率的・統一的な作戦行動を取ることができず、作戦は常に双方に妥協的な物が選択されたのであった。諸外国の多くの軍隊のように、海軍総司令官、陸軍最高司令官のような最高位指揮官の軍職（ポスト）は存在しない。また、戦時（後に事変を含む）には陸軍と合同で大本営を設置した。
日本はそもそも四方を海洋に囲まれている海洋国家であるため、日本海軍は西太平洋の制海権を確保することにより敵戦力を本土に近づけないことを基本的な戦略として、不脅威・不侵略を原則としてきた。また、一方でイギリス海軍に大きな影響を受けていたため、戦闘においては好戦的な姿勢を尊び「見敵必殺」を旨として積極的攻勢の風潮があった。
海軍の戦略戦術研究の功労者として佐藤鉄太郎中将が挙げられる。明治末期から昭和にわたり海軍の兵術思想の研究に携わり、その基盤を築いた。1907年（明治40年）に『帝国国防史論』を著述し、「帝国国防の目的は他の諸国とはその趣を異にするが故に、必ずまず防守自衛を旨として国体を永遠に護持しなければならない」と述べ、日本の軍事戦略や軍事力建設計画に影響を与えた。その一方で帝国陸軍とは関係が悪く、しばしば官僚的な縄張り争いによって対立を見た。
所属する艦艇は、艦名の前に艦船接頭辞はもたない。英語圏の文献では、艦船接頭辞をもつ英米軍の艦艇との記述の一貫性のため、「HIJMS」（His Imperial Japanese Majesty's Ship、日本国の天皇陛下の軍艦の意）を冠する場合がある。

### 平時の任務
海軍は戦時の他、平時にも以下の任務を負う。
- 領海権の保護（海賊船の逮捕、難破船の救助など）
- 航通権の保護（公海交通を阻害するものの除去など）
- 局外中立の維持（他国相互に戦争を開始した場合、交戦国の軍艦が逃走し自国の港湾内に侵入したり、炭水、糧食などを強求した場合、これを駆逐しなければならない）
- 領海内の監視
- 通商貿易の保護
- 外交問題の後援
- 在外国民の保護
- 国交の儀式への参列

## 組織
- 海軍省：内閣に属し軍政を担当。
- 軍令部：天皇直属の帷幄の機関。作戦・戦略といった軍事行動に加え、時期によって諜報・暗号制定・戦史編纂などに従事した。
- 海軍省外局：主なものに海軍艦政本部、海軍航空本部、海軍教育本部、水路部など、多数の外局がある。
- 海軍の軍需工場としては、海軍工廠、空廠、火薬廠、燃料廠、衣糧廠、療品廠がある。管轄鎮守府および艦政本部や航空本部など担当部署に隷属。
- 海軍大臣直属の教育組織としては、海軍大学校の他、海軍兵学校・海軍機関学校・海軍経理学校（いわゆる「海軍三校」）などがある。
- 術科学校は管轄鎮守府および教育本部・海軍省教育局に隷属する。
- 鎮守府：海軍の地方組織。艦艇の保全・軍人軍属の育成・内戦作戦に従事する。鎮守府司令長官は天皇に直隷する。
- 警備府：後述する要港部を改編した海軍の地方組織。鎮守府と同格だが、固有の戦力を保有しない。
- 要港部：鎮守府より小規模な、海軍の地方組織。要港部司令官は、鎮守府司令長官と同様に天皇に直隷する。
- 海軍病院：衛生に従事。呉海軍病院・横須賀海軍病院などがあり、海軍省医務局に隷属する。
- 艦隊の司令長官は天皇に直隷する。
  - 連合艦隊は2個艦隊以上の艦隊からなり、海軍作戦の主力となる。
  - 支那方面艦隊は連合艦隊に比肩する大艦隊で、連合艦隊に属さず、中国大陸での海軍作戦に従事する。
  - 海上護衛総司令部も連合艦隊に比肩する部隊で、連合艦隊に属さず、船団護衛に従事する。
  - 鎮守府部隊・警備府部隊も独立した部隊で、管轄海域の防衛に従事する。

### 軍部高官
- 歴代の海軍大臣については海軍省を参照のこと。
- 歴代の海軍軍令部長、参謀本部次官、参謀本部海軍部長、海軍参謀部長、海軍軍令部長、軍令部総長については、軍令部を参照のこと。
- 歴代の連合艦隊司令長官については連合艦隊および連合艦隊司令長官を参照のこと。
- 海軍軍人についてはCategory:日本の海軍軍人を参照のこと。

### 海軍区
1938年（昭和13年）時点の海軍区の区画、軍港、要港一覧。
| 海軍区 | 管轄 鎮守府 | 陸上区画・海上区画とも同一鎮守府の管轄                                                           | 海上区画の管轄                       | 陸上区画の管轄 （*は海のない県）              | 軍港   | 要港                         |
| ------ | ----------- | ------------------------------------------------------------------------------------------------ | ------------------------------------ | --------------------------------------------- | ------ | ---------------------------- |
| 第一   | 横須賀      | 樺太、北海道、青森、岩手、秋田、宮城、福島、茨城、千葉、東京、神奈川、静岡                       | 愛知、三重                           | 山形、新潟、栃木*、群馬*、埼玉*、山梨*、長野* | 横須賀 | 大湊（青森）                 |
| 第二   | 呉          | 和歌山、大阪、兵庫、岡山、広島、山口、富山、石川、福井、京都、鳥取、島根、徳島、高知、愛媛、香川 | 山形、新潟、大分、（宮崎）、（福岡） | 愛知、三重、岐阜*、奈良*、滋賀*               | 呉     | 徳山（山口）、舞鶴（京都）   |
| 第三   | 佐世保      | 鹿児島、佐賀、長崎、熊本、沖縄、朝鮮、台湾                                                       | （福岡）、（宮崎）                   | 大分、宮崎、福岡                              | 佐世保 | 鎮海（朝鮮）、馬公（澎湖島） |
| 関東州 | 佐世保      | 関東州およびその海上                                                                             | -                                    | -                                             | -      | 旅順（関東州）               |
| 南洋   | 横須賀      | 南洋諸島委任統治区域及びその海上                                                                 | -                                    | -                                             | -      | -                            |

## 兵器
艦艇の種類を以下に示す。
戦艦、航空戦艦、巡洋艦、海防艦、砲艦、駆逐艦、潜水艦、潜水母艦、航空母艦、敷設艦、掃海艇、特務艦、輸送艇、雑役船

## 報告書
1880年（明治13年）から1940年（昭和15年）まで例年、『海軍省報告』と題する報告書が発行されていた。

## 関連法令
募集
- 海軍医学校官制（明治19年4月26日第29号勅令）
- 海軍造船工学校生徒に手当金給与の件（明治23年3月15日第27号勅令）
- 逓信省所管商船学校学生海軍兵籍に編入の件（明治37年6月29日第182号勅令）
- 商船学校入学志願者の身体検査及学術試験施行に関する件（明治42年12月4日第6号海軍省令）
- 文部省直轄商船専門学校生徒海軍兵籍に編入の件（大正14年4月1日第107号勅令）
- 海軍諸学校等に於ける海軍部外者の軍事教習に関する件（昭和18年6月23日第522号勅令）
- 帝国在郷軍人会の行ふ軍事教育に参加し之が為傷痍を受けたる者を海軍病院又は海軍軍医学校に於て収容治療することを得るの件（昭和17年2月25日第105号勅令）

俸給
- 陸軍海軍諸学校文官教授俸給の件（明治24年7月27日勅令第128号）
- 帝国大学名誉教授、官立大学名誉教授、高等師範学校名誉教授、文部省直轄諸学校名誉教授、陸軍名誉教授、海軍名誉教授、水産講習所名誉教授及高等商船学校名誉教授の待遇に関する件（大正4年8月10日勅令第152号）

事務分配
- 造船事務に関する所管等の戦時特例に関する件に基き戦時海軍大臣の管理する事務中海軍艦政本部又は海務院をして分掌せしむる事項の件（昭和17年3月30日海軍省令第7号）

## 略史

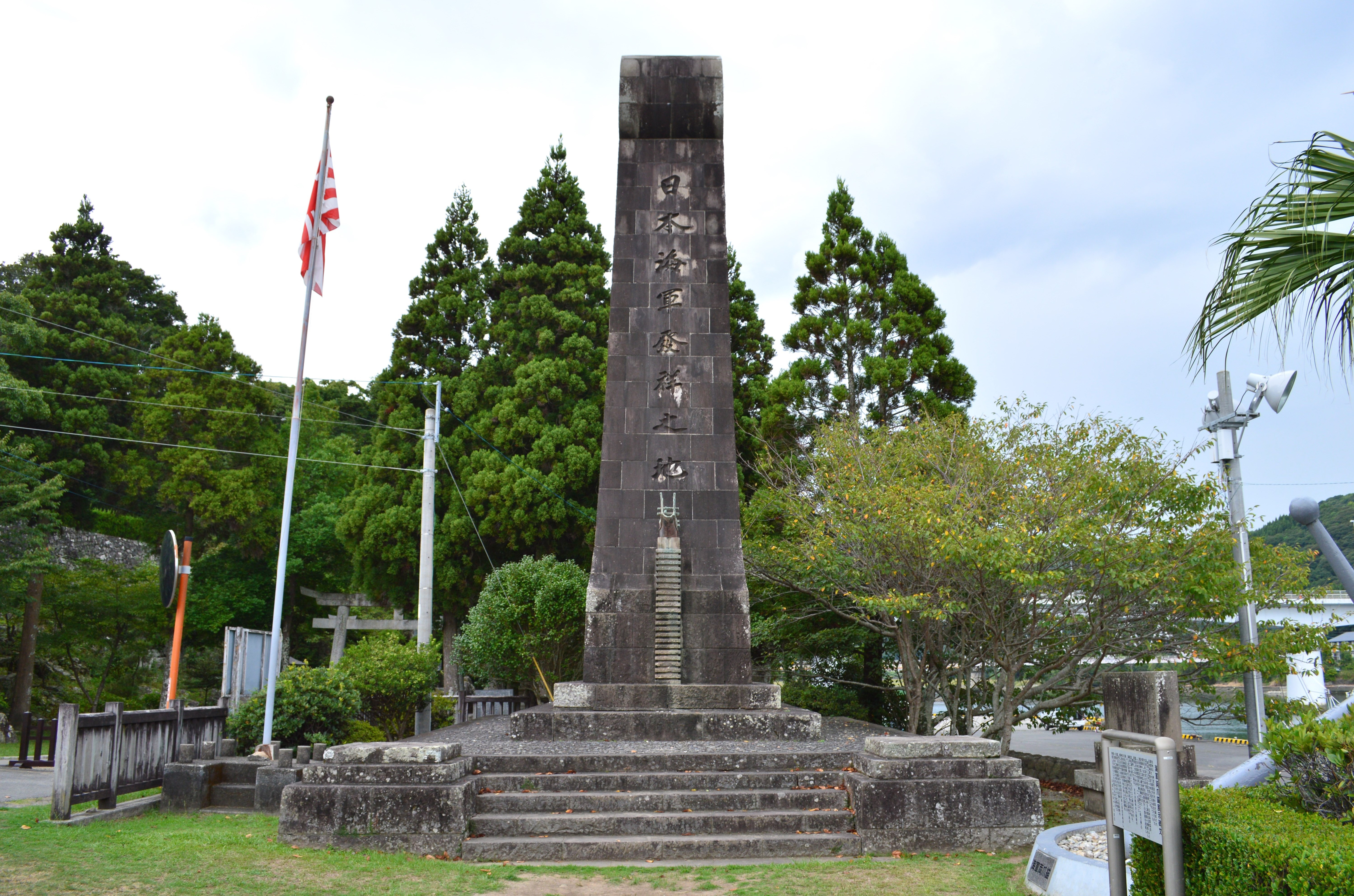
日本海軍発祥之地碑
（宮崎県日向市美々津）

伝承によると古代史における神武天皇の船出の地（詳しくは神武東征を参照）、宮崎県日向市美々津が日本海軍発祥の地とされており、美々津港には海軍大臣米内光政による「日本海軍発祥の地」碑が現存している。
一方直接の祖先と言えるのは中世より日本史上に姿をあらわす水軍である。徳川家の配下であった幕府水軍は一度廃れたが、幕末に幕府海軍となって強化された。幕府海軍は当時、国内最強の海軍であった。その後、諸藩の水軍とともに、多くが初期の日本海軍に合流した。
江戸時代の幕藩体制においては鎖国が行われ、諸藩の大船建造は禁止されていたが、各地に外国船が来航して通商を求める事件が頻発するようになると、幕府や諸藩は海防強化を行うようになる。軍艦奉行、長崎海軍伝習所が設置され、開国が行われたのちの1860年には咸臨丸がアメリカ合衆国に派遣される。1864年（元治元年）には初の観艦式が行われる。
大政奉還、王政復古、戊辰戦争を経て成立した明治政府は、幕府が建設途中であった横須賀造船所などの機関を接収・継承し、幕府や諸藩、海援隊の人員を加えつつ、装備を整理・編成したのが基礎になる。
1871年（明治4年）に兵部省の中で海軍部と陸軍部に分かれて、1872年（明治5年）に海軍省が東京築地に設置される。初期には川村純義と勝海舟が指導する。1876年（明治9年）に海軍兵学校、1893年には軍令部をそれぞれ設置する。明治初期には陸軍に対して海軍が主であったが、西南戦争により政府内で薩摩藩閥が退行すると、陸軍重点主義が取られるようになる。
参謀本部が設立され、海軍大臣の西郷従道や山本権兵衛らが海軍増強を主張し、艦隊の整備や組織改革が行われ、日清戦争時には軍艦31隻に水雷艇24隻、日露戦争時には軍艦76隻水雷艇76隻を保有する規模となる。またこの時期、軍艦は常備艦隊と西海艦隊に振り分けられていたが、これを統合し、連合艦隊を組織するという案を出した。これが連合艦隊編成のきっかけとなり、日清戦争開戦の6日後にはじめて連合艦隊が編成された。以降日露戦争など戦時や演習時のみ臨時に編成されていたが、大正12年（1923年）以降常設となる。
日露戦争後は、1920年（大正9年）に海軍増強政策である八八艦隊案を成立させ、アメリカを仮想敵国に建艦競争をはじめる。1922年（大正11年）のワシントン海軍軍縮条約及び1930年（昭和5年）のロンドン海軍軍縮条約により主力艦の建艦は一時中断されるが、1936年、ワシントン、ロンドン両条約から脱退した後、再開され、太平洋戦争開戦時には戦艦10隻を含む艦艇385隻、零戦などの航空機3260機余りを保有する規模であった。
また日露戦争で当時第3位の海軍力を誇ったロシア帝国海軍を日本海海戦で打ち破った後は、英国海軍やアメリカ海軍と共に「世界三大海軍」と世界で並び称され繁栄を謳歌した。
1923年、海軍技術研究所が発足した。
艦船燃料として石油資源の確保を望んでいた海軍と日本政府は、日ソ基本条約により1936年までに限って北樺太のオハ油田の試掘権を得て、商工省所管ではあったが海軍幹部が歴代社長を務める北樺太石油が設立された。
1932年（昭和7年）には第一次上海事変で上海共同租界の防衛で活躍した。他方、5月には海軍青年将校10名により、白昼犬養毅総理大臣を射殺するというクーデター未遂事件（五・一五事件）が発生する。海軍側弁護人を務めた塚崎直義によれば、当時は反乱罪が軍刑法の領域にあり、刑法には存在しなかった。海軍軍法会議は主犯らの行為を反乱罪と認定したが禁錮1年から15年という、求刑と比べて極めて軽い刑となった。また民間人は刑事裁判所の裁判を受けたが、反乱罪が適用できないことを理由に騒擾罪と判断された 。
中華民国ではその後も中山水兵射殺事件、上海日本人水兵狙撃事件、大山事件など対日テロの標的とされた。
1936年（昭和11年）2月26日に二・二六事件が発生した際、襲撃された岡田啓介総理・鈴木貫太郎侍従長・斎藤実内大臣が共に海軍大将であったこともあり、反乱兵士に対し断固とした態度を取り、第1艦隊（戦艦長門以下の戦艦群）を東京湾に投錨させ、横須賀鎮守府配属の海軍陸戦隊を派遣し東京の警備に出動させるなど、反乱軍に対して軍事的圧力を加えた。
1937年（昭和12年）の第二次上海事変では日本から陸軍の援軍が到着するまで上海海軍特別陸戦隊が数万人の国民革命軍を相手に戦った。
明治政府による富国強兵政策による好戦的な国民思想の浸透や日露戦争の勝利によって日本国民は自信を深め、日本国内では好戦的な雰囲気が強まっていたが、特に満州事変以来の日本国内では成果を出している陸軍と比べ、海軍は日本国民から軽んじられていたという。1941年（昭和16年）11月頃「海軍士官は、制服で町を歩いているか、あるいは乗り物に乗っているときに、町の人から面罵されて、海軍の弱虫ということを言われる」有様であったという。
太平洋戦争（大東亜戦争）が勃発し、イギリス、アメリカ、オーストラリア自治領、オランダ王国などの連合国海軍と戦闘を行い南方作戦等にて戦線を拡大した。1942年2月にはアメリカ本土空襲も行った。しかし戦争の長期化による数と質の低下は否めず、特に1944年（昭和19年）のマリアナ沖海戦以降は櫛の歯が欠けるように凋落していった。この海戦での未曽有の大敗北で稼働状態の空母機動部隊を全て失い、残された水上戦闘艦もレイテ沖海戦にて戦艦・武蔵をはじめとする、主力艦艇の大半を失った。その他の空母や水上戦闘艦も南方からの燃料の運搬が困難になり、作戦行動不能となった。また、航空機の燃料の調達や操縦員の訓練も滞る状況になり、帝国海軍は戦闘困難となった。戦時中、帝国海軍は軍艦、人材の大多数を取り込んだ連合艦隊に重きを置く一方で、本来の重要任務となるべきシーレーン（補給路）を軽視した。それは、絶頂期に本格的な通商破壊戦を行わなかったため、敵の物資供給を止めることができなかったことや、対潜哨戒部隊や海上護衛隊総司令部の設立に後れを取ったため、敵潜水艦による商船、輸送艦などの民間船の大量喪失・港湾封鎖に繋がり、日本国そのものを飢餓状態へと追い込むことになる。
その後1945年（昭和20年）5月に残存部隊を指揮する海軍総隊が新設された。しかし多くの艦艇が失われ、空母や戦艦をはじめ数多く生き残った艦艇も燃料不足で水上艦艇はほとんど活動できなかったため、海軍の主力は陸上基地を拠点とする航空部隊となった。また、特殊潜航艇などの特攻兵器からなる特別攻撃隊に移り敗戦まで戦った。
新造空母をはじめとする敗戦時に残存した艦艇の多くは外地からの引き揚げに使用されたほか、多くの水上戦闘艦がソ連や中華民国、アメリカに賠償艦として渡った。また、作戦用航空機のみでも約7500機、陸軍機と併せると1万機以上の作戦用航空機が敗戦時に残存していたが、これらの航空機は連合国軍の研究用に一部が持ち出された後に破壊された。
敗戦後、武装解除に伴い海軍省が第二復員省に改組され、海軍の元艦船・元乗組員も復員事業に従事し、旧軍令部メンバーは極東国際軍事裁判対策などに従事した。なお、太平洋戦争の開始から作戦指導の誤り、敗戦、極東国際軍事裁判に至るまでについては戦後に海軍の高級幹部OBが行った海軍反省会に証言記録が残されている。
第二復員省は1946年（昭和21年）に復員庁第二復員局へ、1948年（昭和23年）に厚生省第二復員残務処理部となり、水路部、保有艦艇、掃海部隊などは運輸省（海上保安庁）へ、海軍病院は国立病院（現国立病院機構）へ移された。その後復員事業は厚生省外局の引揚援護庁へ統合される。引揚援護庁は1954年（昭和29年）閉庁。また、1952年（昭和27年）には海軍再建を目指す山本善雄、吉田英三などの旧海軍軍人（海軍兵学校・海軍機関学校出身者）主導で海上保安庁内に海上警備隊が発足し、その後独立した現在の海上自衛隊では帝国海軍の伝統と文化を重んじる傾向にある。

### 戦略・戦術思想の変遷
大日本帝国海軍の戦略は、太平洋戦争開戦前、漸減邀撃作戦に代表される艦隊決戦思想が主流であり、シーレーン保護や対潜水艦戦の重要性は十分に認識されていなかった。このため、開戦時には護衛艦艇や対潜兵器の開発・配備が立ち遅れる結果を招いた。しかし、戦争の進展と商船隊の壊滅的な損害の発生を受け、海軍は従来の艦隊決戦中心の思想から海上護衛の重要性を再認識せざるを得なくなった。特に1943年（昭和18年）11月には、海上護衛総司令部を設置し、海上護衛を専門とする統合運用体制を確立するに至った。これは、日本海軍の戦略思想における大きな転換点であった。